# 泉靖一
泉 靖一（いずみ せいいち、1915年6月3日 - 1970年11月15日）は、日本の文化人類学者。東京大学東洋文化研究所教授。専門は文化人類学。

## 生涯
出生から修学期
1915年、東京府雑司ヶ谷で政治経済学者の父・泉哲、母・ハツヨの長男として出生。本籍地は北海道夕張郡角田村（栗山町の前身）。東京市青柳尋常小学校に入学したが、4年次に豊島師範学校付属小学校に転入。6年次の時に朝鮮半島に渡り、京城府公立東大門尋常小学校に転入。京城公立中学校、京城帝国大学予科を経て、京城帝国大学法文学部に進学。当初は文学科所属であったが、のち哲学科に転科し、卒業。
文化人類学研究者として(戦前)
卒業後は、京城帝国大学法文学部助手に採用された。その後、同大学理工学部助手兼書記、同大学学生主事補、同大学大陸資源科学研究所嘱託を務めた。京城帝国大学法文学部助教授に昇格したが、太平洋戦争の敗戦による朝鮮統治の終了と大学の閉鎖のため、福岡市博多へ引き揚げた。
太平洋戦争後
占領期の数年間は、博多の聖福寺境内に設置された在外同胞援護会救療部に勤務。
1949年4月、明治大学政治経済学部助教授に就いた。1951年11月、東京大学東洋文化研究所助教授に転じた。東洋文化研究所での同僚には、考古学者の江上波夫がいた。1955年4月に東京大学教養学部へ配置換えとなった。1962年4月には石田英一郎と入れ替わるかたちで、東洋文化研究所に配置換えとなり、1964年11月に同研究所教授に昇任した。1970年4月に同研究所長となったが、学園紛争の処理などもあり多忙を極めた。この頃、梅棹忠夫らと共に国立民族学博物館設置に向けて活動した。開館後の初代館長に内定していたが、同年11月15日に脳出血で急逝。なお国立民族学博物館は、泉の死からちょうど7年後の1977年11月15日に一般向け開館となった。

## 受賞・栄典
- 1962年：毎日出版文化賞を受賞。『インカの祖先たち』に対して。
- 1976年：日本エッセイスト・クラブ賞を受賞。『フィールドノート：文化人類学・思索の旅』に対して。
- 正四位勲三等旭日中綬章を受章。

## 研究内容・業績
専門は文化人類学で、戦前は東アジアを主なフィールドにした。
指導学生
教養学部在職時の著名な弟子には、川田順造・増田義郎がいる。

## 家族・親族
- 父：泉哲 - 植民政策学者。京城帝国大学ならびに明治大学教授を務めた[5]。
- 母：泉ハツヨ
- 弟：泉靖二 - 運輸省航空局首席安全監察官を務めた[6]。
- 祖父：泉麟太郎 - 添田家より養子入りした。
  - 麟太郎の実兄（泉の大伯父）である添田龍吉の娘・波留は野呂家に嫁ぎ、のちに経済学者となる野呂栄太郎を産んでいる。また、波留の娘の美喜は横路節雄に嫁ぎ、のちに衆議院議長、北海道知事となる横路孝弘を産んでいる[6]。

## 著作
単著
- 『ある山村のモノグラフ』(社会学講義資料Ⅰ) 敬文堂書店 1950
- 『インカ帝国』岩波新書 1959
  - 復刊 2002年
- 『インカの祖先たち』文藝春秋新社 1962
- 『アンデスの芸術』中央公論美術出版 1964
  - 新版 1978年
- 『済州島』東京大学出版会 1966
  - 新版 1991年
- 『フィールドノート：文化人類学・思索の旅』新潮選書 1967
- 『フィールド・ワークの記録 ：文化人類学の実践』講談社現代新書 1969
- 『文化のなかの人間』文藝春秋、1970

著作集
- 『泉靖一著作集』(全7巻) 寺田和夫ほか編、読売新聞社 1971-1972

1. 『フィールド・ワークの記録 1』
2. 『フィールド・ワークの記録 2』
3. 『ラテン・アメリカの民族と文化』
4. 『アンデスの古代文化』
5. 『文化人類学・思索の旅』
6. 『文化人類学に何を求めるか』
7. 『文化人類学の眼』

共編著
- 『移民：ブラジル移民の実態調査』古今書院 1957
- 『黄金の秘境：インカ探検記』共監修、泉貴美子共著、徳間書店 1965
- 『マリノウスキー／レヴィ＝ストロース』(世界の名著 59) 中央公論社 1967
  - 新装文庫化 中公バックス
- 『アイヌの世界』鹿島出版会 1968
- 『構造主義の世界』大光社 1969
- 『失われた文明を求めて』(現代の冒険 8) 文藝春秋 1970
- 『対話 日本人は爆発しなければならない：日本列島文化論』岡本太郎と対談、大光社 1970
  - 改訂復刻版 ミュゼ 2000
- 『住まいの原型Ⅰ』鹿島出版会(SD選書 61) 1971
- 『遙かな山やま』泉貴美子と共著、新潮社 1971
- 『コトシュ発掘の最終報告書』寺田和夫共著、東京大学出版会 1972
- 『人類と文明』東京大学出版会 1972

訳書
- 『アマゾン探検記』(世界探検紀行全集 8) ウィリアム・ルイス・ハーンドン（英語版）著、河出書房 1955
  - 全集組入 「世界探検全集」河出書房新社 1977
  - 新版　2022年[7]
- 『未開人の性生活』マリノフスキー著、蒲生正男・島澄共訳、河出書房 1957
  - 再版 新泉社 1971
  - 新版 1999年

## 泉靖一に関する資料
回想・評伝
- 『泉靖一と共に』泉貴美子著、芙蓉書房 1972
- 『泉靖一伝：アンデスから済州島へ』藤本英夫著、平凡社 1994
- 『忘却の引揚げ史：泉靖一と二日市保養所』下川正晴著、弦書房 2017